# Li Bin (physicien)
Pour l’article homonyme, voir Li Bin.
Li Bin est un associé principal travaillant à la fois dans le programme de politique nucléaire et dans le programme Asie du Carnegie Endowment for International Peace. 
Ce physicien s'intéresse au désarmement nucléaire et ses recherches portent sur la politique nucléaire chinoise et des contrôles des armements, ainsi que sur les relations nucléaire entre les États-Unis et la Chine. Auparavant, Li Bin était professeur de relations internationales à l'Université Tsinghua, où il était le directeur fondateur du programme de contrôle des armements à l'Institut d'études internationales. Il a également dirigé la division du contrôle des armements à l'Institut de physique appliquée et de mathématiques computationnelles. Li Bin a été membre de la Fondation MacArthur pour la paix et la sécurité au Massachusetts Institute of Technology et à l'Université de Princeton .
Li Bin est l'auteur de Arms Control Theories and Analysis et co-redacteur de Strategy and Security: A Technical View, et il a également publié des articles dans de nombreuses revues universitaires, notamment le Bulletin of the Atomic Scientists, Arms Control Today et Science & Global Sécurité . Bin est aussi membre du conseil d'administration de la China Arms Control and Disarmament Association et de la US-China Peoples Friendship Association. Il siège également au conseil d'administration de plusieurs revues internationales, notamment Science & Global Security, Nonproliferation Review et China Security.